# Erwin Bowien
Erwin Johannes Bowien (Mülheim an der Ruhr, Alemania, 3 de septiembre de 1899 - Weil am Rhein, Alemania, 3 de diciembre de 1972) fue un pintor, escritor y poeta alemán. 

## Biografía
Erwin Bowien fue hijo del ingeniero Erich Bowien, natural de Mohrungen, y Anna-Maria Neufeldt de Elbing, localidades situadas en aquel entonces en Prusia Oriental, hoy en Polonia.
Bowien creció primero en Berlín, luego en Neuchâtel, Suiza, donde  recibió  su primera formación artística con el profesor William Racine. El chocolatero suizo Carl Russ-Suchard fue el primer mecenas del joven artista.
Ciudadano alemán, el joven Bowien se alistó en su cumpleaños número 18 y participó en la Primera Guerra Mundial como intérprete militar en 1917/1918 en una unidad de escucha. Fue  desmovilizado en Hanovre en 1919, donde asistió a  clases nocturnas de pintura y dibujo.  Después de estudiar en la Academia de Bellas Artes de Múnich (1920-1921) con el famoso profesor Robert Engels, se trasladó en 1922 a la Academia de Bellas Artes de Dresde para estudiar con  el profesor Richard Müller.  En 1924 culminó su formación como profesor de dibujo en la Academia de Artes de Berlín con del profesor Philipp Franck y tomó cursos de historia del arte con el profesor Oskar Fischel. En los años siguientes, realizó numerosos viajes por Alemania, Bohemia e Italia.
Se dedicó a una carrera de profesor de arte, primero en la secundaria del Liceo Hechingen en Baden-Wurtemberg, luego de 1925 a 1932 en Solingen, cerca de Düsseldorf, en el antiguo Ducado de Berg. Fue allí donde conoció a la familia del editor Hanns Heinen y su esposa Erna Steinhoff, que dirigían allí un salón literario. La hija de la familia Heinen, Bettina Heinen-Ayech (1937-2020), se convertiría en su principal  alumna.  
A finales del año 1932, Bowien decidió abandonar Alemania y establecerse en los Países Bajos, donde permaneció hasta 1942.  Se instaló en Egmont, cerca de Alkmaar, en la antigua casa que el filósofo René Descartes había habitado durante su estancia en los Países Bajos. Allí conoció al pintor Dirk Oudes, quien se convirtió en su alumno. En 1934, Bowien hizo un gran viaje por el norte de África. Procedente de Túnez visitó Alejandría y Marruecos.

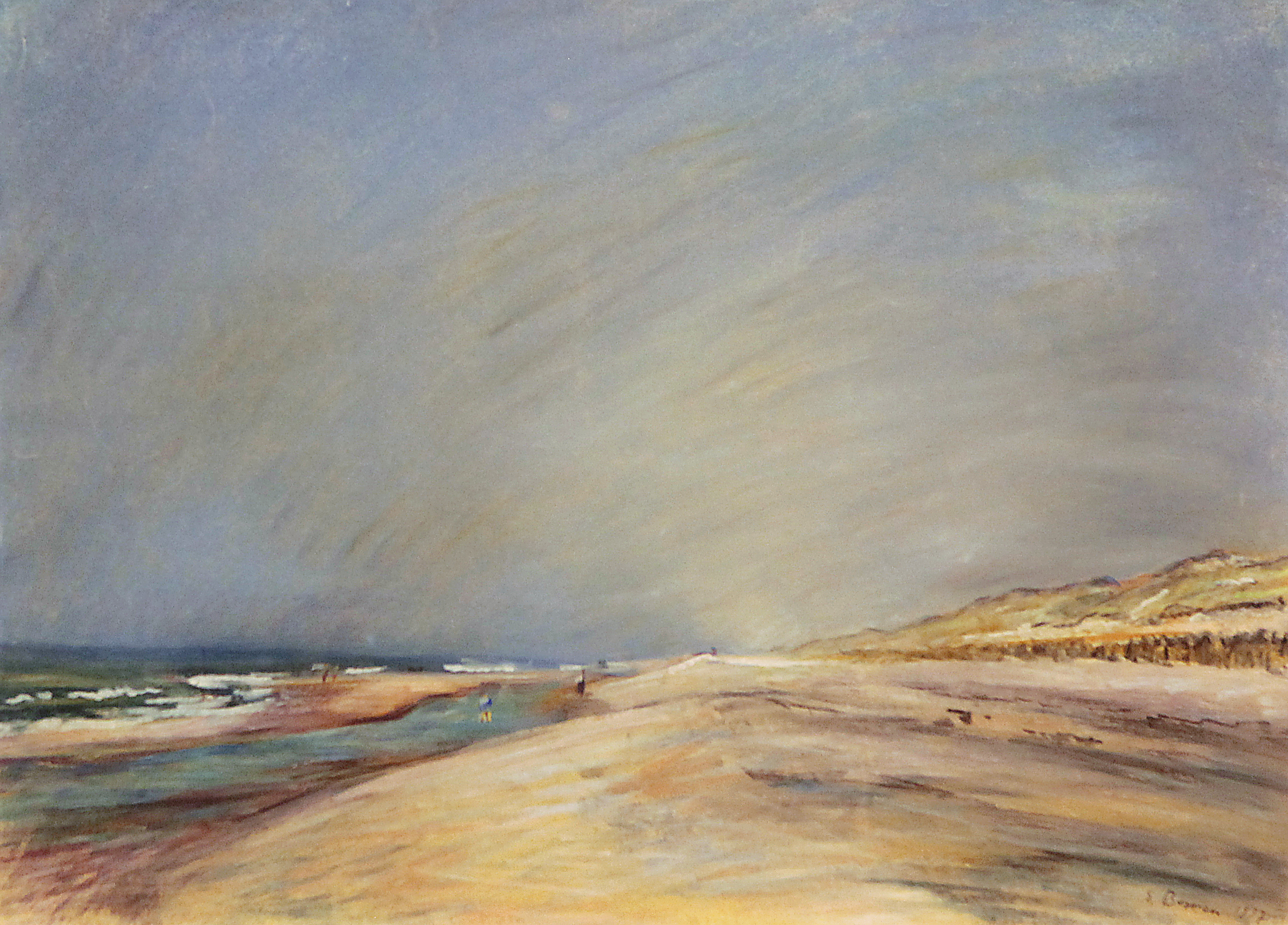
Erwin Bowien (1899-1972): La costa cerca de Egmond aan Zee en el verano de 1937. Catálogo razonado N ° 1141:

Varias colecciones públicas holandesas conservan obras de Bowien, como el Museo Hoorn, el Rijksmuseum de Ámsterdam y la colección de arte del Koninklijk Huisarchiev de La Haya. 
En su autobiografía, Bowien sugiere que la "toma del poder" de los nazis fue la razón por la que permaneció en Holanda. Escribió que "cada día la política le trae nuevos tormentos".   "Las obras que creé en ese momento tenían un poco de llanto. El mar no podía ser atormentado lo suficiente, las nubes no podían ser lo suficientemente oscuras. ». Después de la ocupación de los Países Bajos por la Wehrmacht alemana, fue encarcelado durante tres días en la prisión de Alkmaar. Como ya no podía ganarse la vida debido a la situación política, regresó a Alemania, con el corazón enfadado. Primero se estableció durante seis meses con la familia Heinen en Solingen. En vista del peligro que representaba para ellos – encontrándose en Alemania ilegalmente la familia – decide trasladarse a Augsbourg en Baviera. Las pinturas que realizó ahí se vendieron bien, pero fue traicionado a la Gestapo que, en 1943, confiscó todas sus obras. Escapó por poco de la detención. Sin documentación huyó al  pequeño pueblo de Kreuzthal-Eisenbach cerca de Isny para esperar ahí el final de la guerra. Es en esta localidad que escribe sus memorias de guerra ("Les   Heures perdues du Matin"). Por más que vivía en la clandestinidad, le fue posible ocultar a su vez a un prisionero de guerra francés fugitivo.
Después de la guerra, Erwin Bowien regresa a Solingen, donde reside en la "Casa Negra", residencia de la familia Heinen, una colonia de artistas. Comenzó entonces a hacer grandes viajes de pintura en compañía de sus discípulos, siendo la más famosa entre ellos la pintora  Bettina Heinen-Ayech. A menudo viaja en la Isla de Sylt, pero también a Noruega, París y Suiza. Trae de vuelta de todos estos viajes muchas pinturas que siempre crea al "aire libre". Hacia el final de su vida, a menudo visitaba Argelia, donde vivía entonces Bettina Heinen-Ayech.
El 3 de diciembre de 1972, Erwin Bowien murió en Weil am Rhein, donde fue enterrado. Su tumba se conserva como tumba de honor en la ciudad de Weil am Rhein
El 20 de octubre de 1976, le “Cercle d'Amis Erwin Bowien e.V” se funda en el  Klingenmuseum de Solingen.

## Exhibiciones
- 1917 Neuchâtel, Suiza. Exposición individual en la Galería "A la Rose d ́Or".
- 1927 Solingen, Alemania. Exposición individual en la gran sala del "Casino Gesellschaft" en Solingen.
- 1929 Solingen, Alemania. Exposición individual en la gran sala del "Casino Gesellschaft" en Solingen.
- 1933 - 1942, Pays Ba. Exposiciones individuales en Hoorn, Egmond, Gorinchem, Schoorl, Den Haag.
- 1951 Husum, Alemania. Exposición en el Museo "Nordfriesland Museum (Nissenhaus)".
- 1954 Berna, Suiza. Exposición en la Galería "Haus der Inneren Enge" (2.-31.Mayo).
- 1957 Husum, Alemania. Exposición en el Museo "Nordfriesland Museum (Nissenhaus)".
- 1957 Copenhage, Dinamarca. Exposición en el Club Alemán.
- 1958 Solingen, Alemania. Exposición en la Sala del "Neuen Rheinzeitung".
- Hannoversch Münden, Alemania. Exposición en el Museo del "Welfenschloss".
- 1958 Copenhage, Dinamarca. Exposición en el Club Alemán.
- 1960 Solingen, Alemania. Exposición retrospektive en el "Deutsches Klingenmuseum" en Solingen.
- 1962 Berna, Suiza. Galerie Schneider.
- 1964 París, Francia. Exposición en la galería Duncan (2.-16.Octubre).
- 1965 Au / St. Gallen, Suiza. Exposición en la Galería "Zollstraße"(24.4.-2.5.).
- 1967 Weil am Rhein, Alemania. Exposición en la sala del "Hause der Volksbildung" (23.9-1.10.9).
- 1968 Friburgo de Brisgovia, Alemania. Gran exposición en la Galería de Arte del Ayuntamiento. (Abril-Mayo).
- 1968 Bad Säckingen, Alemania. Exposición en el "Trompeterschloss" (1.-22.12).
- 1969 Friburgo de Brisgovia, Alemania. Retrospektive en la Galería de Arte del Ayuntamiento.
- Solingen, Alemania. Exposición en el "Deutschen Klingenmuseum".
- 1971 Weil am Rhein, Alemania. Exposición en el "Haus der Volksbildung".
- 1973 Springe/Deister, Alemania. Exposición póstuma en el "Heimatmuseum" (25.8.-30.9.1973).
- 1974 Weil am Rhein, Alemania. Exposición póstuma. Exposición en el antiguo estudio de Bowien (2.1-14.1.1974).
- 1974 Rabat, Marruecos. Exposición póstuma, Goethe-Institut (4.-14.12.1974).
- 1975 Weil am Rhein, Alemania. Exposición póstuma. Haus der Volksbildung (3.-11.5.1974).
- 1975 Solingen, Alemania. Exposición póstuma. Deutsches Klingenmuseum (15.5-13.7.1975).
- 1976 Gladbeck (Stadt Bottrop). Alemania. Exposición póstuma. Wasserschloss Wittringen (14.3.-25.4).
- 1977 Berna, Suiza. Exposición póstuma. Galería de Arte Münster (25.1. bis 15.2.1977).
- 1977 Argel, Argelia. exposición póstuma. Galería "Mohamed Racim" (15.11 bis 26.11).
- 1978 Buchschlag Dreieich, Deutschland, Póstumo. Ausstellung im Bürgersaal (6.-17.9.1978).
- 1980 Remscheid, Alemania. Exposición póstuma. Städtisches Heimatmuseum Remscheid-Hasten (6.7.-24.8.1980).
- 1982 Solingen, Alemania. Exposición póstuma. Deutsches Klingenmuseum (11.-26.9.1982).
- 1984 Weil am Rhein, Alemania. Exposición póstuma. Städtische Galerie Stapflehus (15.3 -8.4.1984).
- 1984 Solingen, Alemania, Deutsches Klingenmuseum (19.08-07.10.1984).
- 1985 Argel, Argelia. Exposición póstuma. Goethe-Institut (19. bis 30.11).
- 1986 Solingen, Alemania. Exposición póstuma. Stadtsparkasse Solingen (16.9 - 16.10).
- 1986 Weil am Rhein, Alemania. Exposición póstuma. Sparkasse Markgräfler Land (10.11-2.12).
- 1988 Weil am Rhein, Alemania. Exposición póstuma. Sparkasse Markgräfler Land (23.8-16.09).
- 1988 Remscheid, Alemania. Exposición póstuma. Theatergalerie (11.9.-23.10.).
- 1991 Solingen, Alemania. Exposición póstuma. Stadtsparkasse Solingen (10.09-04.10).
- 1996 Solingen, Alemania. Exposición póstuma. Museo Bergisches, Schloss Burg an der Wupper (22.9.-20.10).
- 1999 Solingen, Alemania. Exposición póstuma. Museo Baden (3.10-15.11).
- 1999 Weil am Rhein, Alemania. Exposición póstuma. Städtische Galerie Stapflehus (20.11 bis 19.12.1999).
- 2006 Solingen, Alemania. Exposición póstuma. Galería Liberal (26.08-06.10).
- 2012–2013 Isny, Eisenbach, Alemania. Exposición póstuma. Haus Tanne.
- 2013–2014 Weil am Rhein, Alemania. Retrospectiva póstuma en el Museum am Lindenplatz.
- 2014 Solingen, Alemania. Exposición póstuma. Retrospectiva en el Kunstmuseum Solingen (10.08-14.09.2014).
- 2015 Georgsmarienhütte, Alemania. Retrospectiva en el Museo Villa Stahmer(14.10 - 15.11.2015).